# Вищинський замок
Ви́щинський за́мок — колишній ранньофеодальний замок ХІІ — ХІІІ століть біля села Вищин, Рогачовський район, Республіка Білорусь, на території якого був виявлений один із найвизначніших у художньому відношенні монетно-речовий скарб .

## Опис
Вищинський замок займає площу 0,63 га і розташований на високій правобережній терасі Дніпра, крута скеля якого захищала замок від річки. Також укріплені напівкруглі три паралельні вали та рови заввишки 3 м.

## Історія
Вищинський замок з'явився в середині XII століття. Матеріали розкопок свідчать про розвиток сільського господарства, мисливства, обробки металу та деревини. Найповніші матеріали розкопок відображають ювелірну справу.

### Розкопки

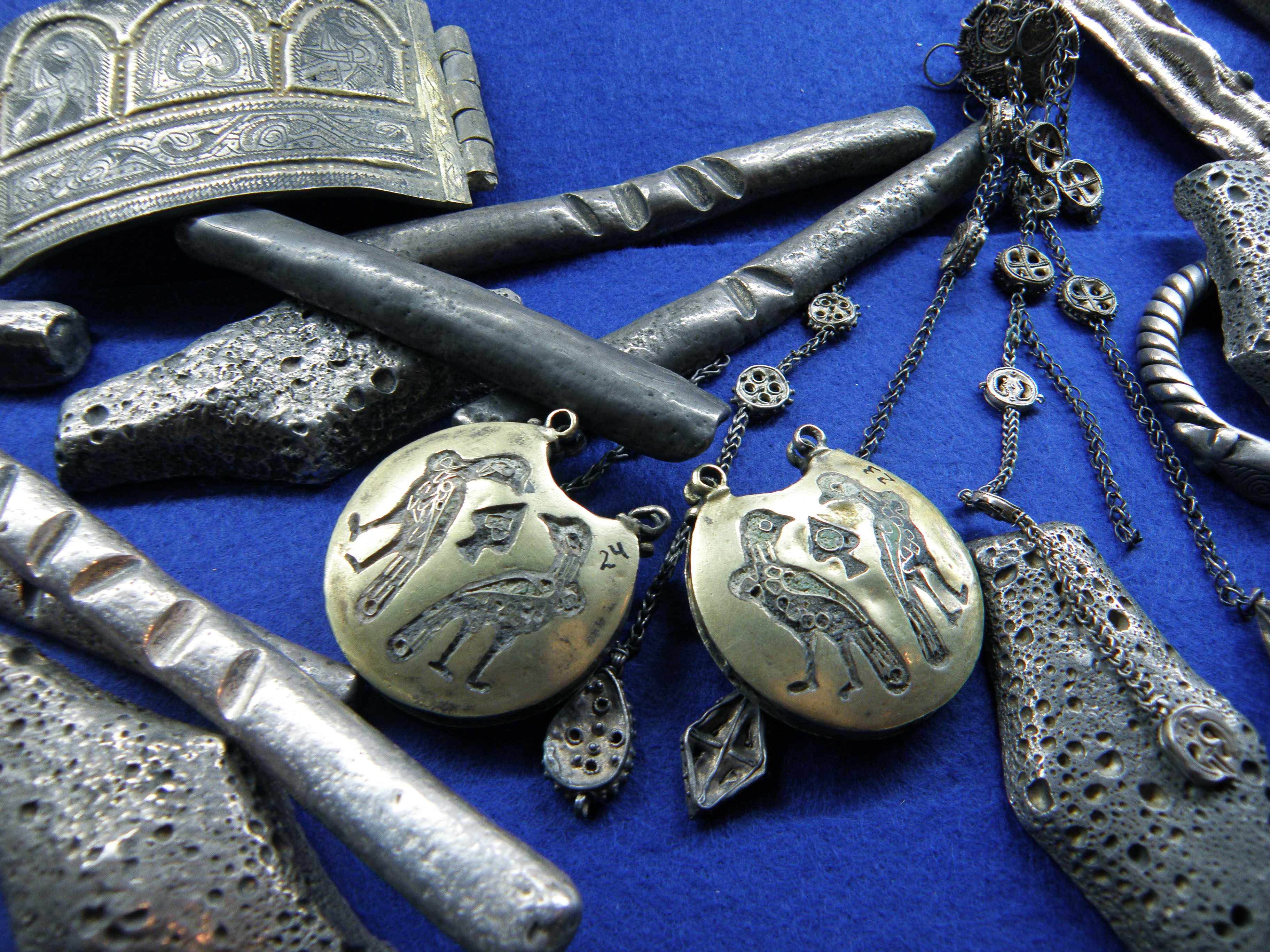
Вищинський скарб, знайдений у замку.

Під час розкопок, які були проведені доктором історичних наук Е. М. Загорульським в 1976 — 1984 рр., досліджено значну площу пам'ятки. У верхній частині внутрішнього валу були знайдені обвуглені залишки дерев'яної стіни та 6 дерев'яних однокамерних будівель, які розташовувались вздовж валу за 10-15 м одна від одної. Знайдено два зруби з дерев'яною підлогою та руїнами печі, ювелірну майстерню та комору. На місці колишньої ювелірної майстерні був знайдений ківш, наповнений бронзою, матриці для виготовлення підвісок, бляшок, кольт, свинцеві пластини, з яких виготовляли емалі. Низку прикрас, таких як браслети, кільця, брязкальця, натільні хрестики, підвіски було знайдено біля майстерні.
Під час розкопок на валу серед каменів знайдений монетно-речовий скарб XII — XIII ст., що був, очевидно, захований в останні години існування замку. Були викопані високомайстерні срібні вироби, в тому числі колти, пластинчасті та кручені браслети, хрестоподібної підвіски, намиста, ланцюжки та 18 монет гривень різних типів. Два колти і підвіски позолочені. Речі мають точні аналоги у скарбах, закопаних під час татаро-монгольської навали, і датуються другою половиною ХІІ — першою третиною ХІІІ ст. Відкриття свинцевої печатки Мстислава Ростиславича Хороброго свідчить про зв'язок замку з династією смоленських князів.